# 小行星5186
小行星5186（5186 Donalu）是一颗绕太阳运转的小行星，为主小行星带小行星。该小行星于1990年9月22日发现。

## 轨道参数
小行星5186的轨道半长轴为2.5783794 UA，离心率为0.084。